# Liste flüchtlingsfeindlicher Angriffe in Deutschland 1990 bis 2013
Die Liste flüchtlingsfeindlicher Angriffe in Deutschland 1990 bis 2013 verzeichnet Angriffe und Anschläge auf Geflüchtete und Flüchtlingsunterkünfte in Deutschland, bei denen fremdenfeindliche und rassistische Tatmotive nachgewiesen oder wahrscheinlich sind. Die Liste erhebt keinen Anspruch auf Vollständigkeit, zumal die Dunkelziffer derartiger Angriff beträchtlich hoch sein dürfte. Besonders schwere Anschläge mit Verletzten, Schwerverletzten oder Toten sind rot hinterlegt.
Soweit nicht anders verzeichnet, folgen die Angaben den Chroniken von Mut gegen rechte Gewalt, Pro Asyl und Amadeu Antonio Stiftung. Historische Hintergründe, Gegeninitiativen, Literatur siehe unter Flüchtlingsfeindliche Angriffe in der Bundesrepublik Deutschland; weitere Jahreslisten siehe unten.

## 1990
| Ort              | Land                   | Datum          | Anschlagsziel | Verletzte/Tote | Beschreibung |
| ---------------- | ---------------------- | -------------- | ------------- | -------------- | --- |
| Stuttgart        | Baden-Württemberg      | Februar        | Unterkunft    |                | Übersiedlergegner brannten ein örtliches Heim bis auf die Grundmauern nieder                                                                |
| Köln-Godorf      | Nordrhein-Westfalen    | Anfang Februar | Unterkunft    |                | Brandstifter legten gleich zweimal hintereinander Feuer in einem neuerrichteten Übersiedlerheim                                             |
| Bergen auf Rügen | Mecklenburg-Vorpommern | 2. Okt.        | Unterkunft    |                | „Ein Mob rechter Jugendliche sammelt sich vor einer Unterkunft von Asylsuchenden und grölt 'ausländerfeindliche und faschistische Parolen'“ |

## 1991
| Ort                     | Land                   | Datum        | Anschlagsziel                    | Verletzte/Tote       | Beschreibung |
| ----------------------- | ---------------------- | ------------ | -------------------------------- | -------------------- | --- |
| Schwerin                | Mecklenburg-Vorpommern | 11. Mrz.     | Geflüchtete, bewohnte Unterkunft | 2 Verletzte          | Rechtsradikale verletzen einen rumänischen Flüchtling mit einem Messer schwer, schlagen einen Syrer nieder und verwüsten die Außenanlagen eines Asylbewerberheims. |
| Arnstadt                | Thüringen              | Mai          | bewohnte Unterkunft              |                      | „Ein nepalesischer Asylbewerber kann sich vor Skinheads nur durch Flucht in das Ausländerheim retten. Die Verfolger geben erst auf, als die Polizei auftaucht.“ |
| Wittenberge             | Brandenburg            | 3. Mai       | bewohnte Unterkunft              |                      | Circa 30 Deutsche bedrohten, überfielen und misshandelten diverse nicht deutsche Bewohner in deren Lehrlingswohnheim. Sie traten Türen ein, zerwarfen Fensterscheiben und schossen mit Gaspistolen auf Personen. Aus Todesangst flohen fünf Bewohner über einen Balkon, wobei zwei von ihnen 20 Meter in die Tiefe stürzten und lebensgefährlich verletzt wurden. |
| Gelbensande             | Mecklenburg-Vorpommern | 26. Jun.     | bewohnte Unterkunft              |                      | Rechtsradikale greifen eine Asylbewerberunterkunft an und geben Schüsse ab. |
| Weitendorf              | Mecklenburg-Vorpommern | 1. Jul.      | bewohnte Unterkunft              |                      | Zwei Personen dringen in das Asylbewerberheim ein und schießen. |
| Wismar                  | Mecklenburg-Vorpommern | 12. Jul.     | bewohnte Unterkunft              | 6 Verletzte          | Jugendliche überfallen eine Unterkunft für Asylbewerber, sechs Bewohner werden verletzt. |
| Trollenhagen            | Mecklenburg-Vorpommern | 12. Jul.     | bewohnte Unterkunft              | 1 Verletzte          | 20 Vermummte überfallen das Asylbewerberheim mit Baseballschlägern, eine Frau wird zusammengeschlagen. |
| Tambach-Dietharz        | Thüringen              | 2. Aug.      | bewohnte Unterkunft              | 1 Verletzter         | Zwei Rumänen werden in einem Flüchtlingsheim angegriffen. Einer der Angegriffenen muss mit Schädelverletzungen in ein Krankenhaus eingeliefert werden (blick nach rechts, Nr. 21, 7.10.91 — Chronologie). |
| Ueckermünde             | Mecklenburg-Vorpommern | 10. Aug.     | bewohnte Unterkunft              |                      | 40 vermummte einheimische und Berliner Skinheads überfallen das Asylbewerberheim und schießen mit Gaspistolen. Nach dem Überfall ist das Haus unbewohnbar. |
| Tambach-Dietharz        | Thüringen              | 30.+31. Aug. | Geflüchtete                      |                      | Asylsuchende werden angegriffen, misshandelt und verfolgt (blick nach rechts, Nr. 22, 21.10.91 — Chronologie). |
| Cottbus                 | Brandenburg            | 24. Aug.     | bewohnte Unterkunft              |                      | Auf das Asylheim „Schwarze Pumpe“ bei Cottbus (Kreis Spremberg) verübten rechte Jugendliche einen Brandanschlag. Das Gebäude brannte nieder, Fahrzeuge der Bewohner wurden zerstört. |
| Jena                    | Thüringen              | 4. Sep.      |                                  | 1 Verletzter         | Drei Skinheads schlagen auf drei Vietnamesen mit Knüppeln ein, wobei einer verletzt wird. |
| Hoyerswerda             | Sachsen                | 17. Sep.     | bewohnte Unterkunft              |                      | Ab dem 17. September kam es zu verschiedenen rassistischen Übergriffen. Nachdem es zu Steinwürfen und Angriffen mit Molotowcocktails auf ein Vertragsarbeiterwohnheim und Flüchtlingsheim kam, wurden die Bewohner evakuiert. In der Folge kam es auch in anderen deutschen Städten zu Nachahmungstaten. |
| Saalfeld/Saale          | Thüringen              | 18. Sep.     |                                  | 3 Verletzte          | „Vier maskierte Männer dringen in Saalfeld in eine Wohnung von drei Vietnamesen ein. Sie schlagen die drei Geschädigten mit Holzknüppeln und beschießen sie mit Reizgas. Danach stehlen sie den Verletzten noch 12.000 DM.“ |
| Saarlouis               | Saarland               | 19. Sep.     | bewohnte Unterkunft              | 1 Toter, 2 Verletzte | Brandanschlag auf Asylbewerberheim. |
| Kranichfeld             | Thüringen              | 24. Sep.     | bewohnte Unterkunft              |                      | „In Kranichfeld werfen zwei Unbekannte zwei Molotowcocktails in das Flüchtlingswohnheim.“ |
| Tambach-Dietharz        | Thüringen              | 25. Sep.     | bewohnte Unterkunft              |                      | 20 Jugendliche griffen die örtliche Asylunterkunft an. „Sie treiben die BewohnerInnen aus ihren Räumen, zerstören Telefone und werfen Brandflaschen.“ |
| Neudietendorf           | Thüringen              | 26. Sep.     | bewohnte Unterkunft              |                      | „In Neudietendorf werfen Unbekannte drei Molotowcocktails in eine Wohnunterkunft für Mocambiquaner.“ |
| Schwerin                | Mecklenburg-Vorpommern | 28. Sep.     | bewohnte Unterkunft              |                      | Anschlag auf ein Asylbewerberheim mit zwei Brandsätzen, es entsteht hoher Sachschaden. |
| Stralsund               | Mecklenburg-Vorpommern | 29. Sep.     | bewohnte Unterkunft              |                      | Anschlag von 15–20 Randalierern auf ein Asylbewerberheim mit Steinbrocken. |
| Rostock-Schmarl         | Mecklenburg-Vorpommern | 1. Okt.      | bewohnte Unterkunft              |                      | 50 Jugendliche überfielen ein Asylbewerberheim. |
| Geisa                   | Thüringen              | 1. Okt.      |                                  |                      | „Zehn bis zwölf Unbekannte schlagen in Geisa auf sieben Asylbewerber ein und verletzen sie leicht.“ |
| Rostock-Schmarl         | Mecklenburg-Vorpommern | 3. Okt.      | bewohnte Unterkunft              |                      | 150 Jugendliche überfielen ein Asylbewerberheim. |
| Hünxe                   | Nordrhein-Westfalen    | 3. Okt.      | bewohnte Unterkunft              | 2 Schwerverletzte    | In der Nacht vom 2. auf den 3. Oktober warfen drei Jugendliche einen Brandsatz auf das Asylbewerberheim in Hünxe. Zwei damals sechs und acht Jahre Mädchen wurden schwer verletzt, die jüngere erlitt lebensgefährliche Verbrennungen. Die Täter wurden vom Landgericht Duisburg wegen schwerer Brandstiftung und Körperverletzung zu Haftstrafen zwischen dreieinhalb und fünf Jahren verurteilt. Einer der Täter nahm sich nach der Haftentlassung das Leben.                                                                   |
| Bergen auf Rügen        | Mecklenburg-Vorpommern | 3. Okt.      | bewohnte Unterkunft              | 2 Verletzte          | Bei einem Brandanschlag wurden zwei Asylbewerber verletzt. |
| Sassnitz                | Mecklenburg-Vorpommern | 4. Okt.      | bewohnte Unterkunft              |                      | Personen griffen eine Unterkunft für Asylsuchende mit Steinen an. |
| Greifswald              | Mecklenburg-Vorpommern | 4. Okt.      | bewohnte Unterkunft              |                      | Brandanschlag auf ein Asylbewerberheim. |
| Güstrow                 | Mecklenburg-Vorpommern | 4. Okt.      | bewohnte Unterkunft              |                      | Rechtsextreme griffen ein Asylbewerberheim an. |
| Zwickau                 | Sachsen                | 4. Okt.      | bewohnte Unterkunft              | 7 Verletzte          | Ca. 100 Randalierer stürmen ein Flüchtlingsheim und brennen es nieder. Es gibt 7 zum Teil schwer Verletzte und 11 Festnahmen. (blick nach rechts, Nr. 22, 21.10.91, Chronologie) |
| [o. O.]                 | Thüringen              | 4. Okt.      |                                  |                      | „25 Unbekannte überfallen vier Asylbewerber und schlagen sie.“ |
| Schwerin                | Mecklenburg-Vorpommern | 5. Okt.      | bewohnte Unterkunft              |                      | Anschlag auf ein Asylbewerberheim mit Steinen. |
| Pasewalk                | Mecklenburg-Vorpommern | 17. Okt.     | bewohnte Unterkunft              |                      | Brandanschlag auf ein Asylbewerberheim. |
| Parchim                 | Mecklenburg-Vorpommern | 18. Okt.     | bewohnte Unterkunft              |                      | Überfall und Brandanschlag auf Unterkunft für Asylbewerber. |
| Pasewalk                | Mecklenburg-Vorpommern | 20. Okt.     | bewohnte Unterkunft              |                      | Brandanschlag auf ein Asylbewerberheim. |
| Parchim                 | Mecklenburg-Vorpommern | 20. Okt.     | bewohnte Unterkunft              |                      | Überfall und Brandanschlag auf Unterkunft für Asylbewerber. |
| Greifswald              | Mecklenburg-Vorpommern | 3. Nov.      | bewohnte Unterkunft              | 35 Verletzte         | Nach einem Fußballspiel griffen mehr als 200 Hooligans des BFC Dynamo ein Asylbewerberheim an, dabei wurden 35 Menschen zum Teil schwer verletzt und das Heim verwüstet. |
| Greifswald              | Mecklenburg-Vorpommern | 7. Nov.      | bewohnte Unterkunft              |                      | Brandanschlag auf Unterkunft für Asylbewerber. |
| Greifswald              | Mecklenburg-Vorpommern | 9. Nov.      | bewohnte Unterkunft              |                      | Brandanschlag auf Unterkunft für Asylbewerber. |
| Weimar                  | Thüringen              | 9. Nov.      |                                  | 1 Verletzter         | „Ein mosambikanischer Bürger wird in Weimar von drei Jugendlichen mit einem Luftdruckgewehr beschossen. Der Mann erleidet eine Verletzung am Kopf.“ |
| Greifswald              | Mecklenburg-Vorpommern | 24. Nov.     | bewohnte Unterkunft              |                      | Brandanschlag auf Unterkunft für Asylbewerber. |
| Sassnitz                | Mecklenburg-Vorpommern | 16. Nov.     | bewohnte Unterkunft              |                      | 30 Jugendliche griffen ein Asylbewerberheim an. |
| Greifswald              | Mecklenburg-Vorpommern | 6. Dez.      | bewohnte Unterkunft              |                      | Brandanschlag auf Unterkunft für Asylbewerber. |
| Sömmerda                | Thüringen              | 24.–26. Dez. | bewohnte Unterkunft              |                      | Ein Heim für Asylsuchende wird mehrfach von Neofaschisten angegriffen, es werden Fensterscheiben eingeschlagen (FR, 27.12.91) |
| Wesenberg (Mecklenburg) | Mecklenburg-Vorpommern | 31. Dez.     | bewohnte Unterkunft              |                      | Ein ein Ausländerheim war Ziel zahlreicher Silvestergeschosse. |
| Sömmerda                | Thüringen              | 31. Dez.     | bewohnte Unterkunft              |                      | 15 Rechtsradikale griffen in der Neujahrsnacht mit Feuerwerkskörpern das Asylbewerberheim in Sömmerda an. Nach Angaben des Thüringer Innenministeriums sind keine Ausländer dank eines massiven Polizeiaufgebotes verletzt worden. An den mehrstündigen Auseinandersetzungen, bei denen die Ordnungshüter mit Zaunlatten und Reizmitteln bedroht wurden, hätten sich insgesamt 40 rechtsextreme Jugendliche beteiligt. Anklage werde allerdings laut Innenministerium nicht erhoben, da keine ernsthaften Verletzungen vorliegen. |

## 1992
| Ort                         | Land                   | Datum        | Anschlagsziel                                     | Verletzte/Tote                        | Beschreibung |
| --------------------------- | ---------------------- | ------------ | ------------------------------------------------- | ------------------------------------- | --- |
| Moderwitz, Jena, Rudolstadt | Thüringen              | 4.–5. Jan.   |                                                   | 8 teils schwer Verletzte              | Nazi-Skinheads überfallen in diesen Städten Jugendliche und Asylsuchende. Dabei werden insgesamt acht Menschen zum Teil schwer verletzt. „In Moderwitz (Kreis Pößneck) schlagen laut Innenministerium rund 20 vermummte Täter mit Baseballschlägem auf Gäste und Mobiliar einer Gaststätte ein und schießen mit Gaspistolen. Eine Person wird schwer und vier weitere leicht verletzt. Einen Unterkieferbruch und Platzwunden am Kopf erleiden am Samstag zwei Bürger, die von Skinheads zusammengeschlagen werden.“ |
| Sömmerda                    | Thüringen              | 5. Jan.      | bewohnte Unterkunft                               |                                       | Unbekannte Täter warfen drei Tränengasgranaten auf den Hof der Gemeinschaftsunterkunft von Asylsuchenden. Am Tag zuvor waren an Wänden öffentlicher Gebäude der Stadt rechtsextremistische Losungen gesprüht worden. |
| Jena, Eisenach und Erfurt   | Thüringen              | 18./19. Jan. | Geflüchtete                                       | 5 Verletzte                           | Eine Welle der Gewalt gegen Ausländer und Asylbewerber hat am Wochenende in Thüringen die Gedenkveranstaltungen zum 50. Jahrestag der sogenannten Wannsee-Konferenz überschattet. So wurden mindestens fünf Ausländer verletzt. Sechs Täter überwiegend aus der rechten Szene wurden festgenommen. […] Weitere Ausschreitungen gab es in Jena, Eisenach und Erfurt. |
| Lampertheim                 | Hessen                 | 31. Jan.     | bewohnte Unterkunft                               | 3 Tote                                | Eine dreiköpfige Familie aus Sri Lanka stirbt in ihrer brennenden Flüchtlingsunterkunft. Im Herbst 1992 werden drei Jugendliche festgenommen, die den Brandanschlag gestehen. |
| Saal (Vorpommern)           | Mecklenburg-Vorpommern | 14. Mrz.     | bewohnte Unterkunft                               | 1 Toter                               | Bei einem Angriff von etwa 40 Jugendlichen auf ein Asylbewerberheim wird ein 18-jähriger Rumäne erschlagen. |
| Cottbus                     | Brandenburg            | 21. Mrz.     | bewohnte Unterkunft                               |                                       | Rechtsextremisten überfallen ein Asylbewerberheim mit Schreckschusspistolen und Steinen und zertrümmern Fenster und Türen der Unterkunft. |
| Hörstel                     | Nordrhein-Westfalen    | 4. Apr.      | bewohnte Unterkunft                               | 1 Toter                               | Bei einem Brandanschlag auf ein Asylbewerberheim kam ein in dem Heim untergebrachter Deutscher ums Leben. |
| Treuenbrietzen              | Brandenburg            | 12. Apr.     | bewohnte Unterkunft                               |                                       | 15 Rechtsextreme überfallen eine Asylbewerberunterkunft. Sie zerschlagen Fenster, Jalousien und die Eingangstür. |
| Gera                        | Thüringen              | 2. Mai       | bewohnte Unterkunft                               |                                       | Die zwei 24 und 26 Jahre alten Anhänger der rechten Szene gestanden, [am] Sonnabend [den 2. Mai] gegen 1.00 Uhr eine selbstgefertigte Brandflasche gegen das Fenster des Asylbewerberheimes geworfen zu haben. |
| Güstrow                     | Mecklenburg-Vorpommern | 24. Mai      | bewohnte Unterkunft                               | 2 Verletzte                           | 100 Jugendliche überfallen ein Asylbewerberheim, zwei Personen werden verletzt. |
| Bahlen                      | Mecklenburg-Vorpommern | 24. Mai      | bewohnte Unterkunft                               |                                       | Überfall auf ein Asylbewerberheim. 140 Asylbewerber flüchten am 2. August nach Lauenburg, werden aber zurückgeschickt. |
| Mannheim                    | Baden-Württemberg      | 28. Mai      | bewohnte Unterkunft, Geflüchtete, Ausschreitungen | 20 Verletzte                          | Nach einem Fest zu Himmelfahrt und an darauffolgenden Tagen versuchten bis zu 400 Anwohner im Stadtteil Schönau ein Flüchtlingsheim anzugreifen. Ursache war die Verbreitung eines bereits widerlegten Gerüchts. Die eingesetzte Polizei und ein zweiter, extra aufgestellter Zaun verhinderten zwar körperliche Angriffe, aber für eine bis anderthalb Wochen kam es zu verbalen Beleidigungen, Morddrohungen, Stein- und Flaschenwürfen, bei denen Fensterscheiben zu Bruch gingen und die größtenteils traumatisierten Bürgerkriegsflüchtlinge konnten ihr Heim nicht verlassen. Während die Polizei die angreifenden Menschen nur am ersten Abend vertrieb und danach gewähren ließ, griff sie eine Solidaritätsdemonstration etwa eine Woche nach Himmelfahrt von 400 Menschen an, verletzte 20 Menschen z. T. schwer und nahm 140 Menschen in Gewahrsam und verwehrte Verletzten die Behandlung. Oberbürgermeister Gerhard Widder äußerte Verständnis für die Anliegen der Angreifer und bereits zuvor hatte der Mannheimer Gemeinderat die Abschaffung des Grundrechts auf Asyl gefordert. |
| Bevskow                     | Brandenburg            | Mai          |                                                   | 1 Verletzter                          | Nach der Misshandlung eines nigerianischen Asylbewerbers in einer Diskothek ist ein 24-Jähriger in Bevskow wegen versuchten Totschlags verhaftet worden. |
| Bahlen                      | Mecklenburg-Vorpommern | Juni         |                                                   |                                       | Die örtliche Asylunterkunft wurde mit Brandsätzen angegriffen. |
| Karlsruhe                   | Baden-Württemberg      | 1. Jun.      | bewohnte Unterkunft                               | 2 Verletzte                           | Bei einem Überfall auf eine Asylunterkunft wurden zwei Tunesier verletzt. |
| München                     | Bayern                 | 2. Jun.      |                                                   | 1 Toter                               | „Ein in München lebender Stadtstreicher, seit 13 Jahren anerkannter Asylsuchender, wird zusammengeschlagen und stirbt an den Verletzungen.“ |
| Elsterwerda                 | Brandenburg            | 4. Jun.      | bewohnte Unterkunft                               |                                       | Zum wiederholten Male wurde auf die örtliche Asylunterkunft ein Brandanschlag verübt. |
| Liebertwolkwitz             | Sachsen                | 6. Jun.      | bewohnte Unterkunft                               |                                       | Brandanschlag auf ein Asylbewerberheim. |
| Elgersburg                  | Thüringen              | 7. Jun.      | bewohnte Unterkunft                               |                                       | Überfall mit Schreckschusspistole auf ein Asylbewerberheim. Gleichzeitig schlugen sie mit einer Bierflasche ein Fenster des Wohnheimes ein und riefen ausländerfeindliche Parolen in das Gebäude, […]. |
| Weißenfels                  | Sachsen-Anhalt         | 15. Jun.     |                                                   |                                       | Mit Tischen und Stühlen aus einer naheliegenden Fleischerei sind zehn Vietnamesen am Montag auf dem Weißenfelser Markt von mehreren Jugendlichen beworfen worden. |
| Erfurt                      | Thüringen              | 19. Aug.     |                                                   | 2 Verletzte                           | Zwei Unbekannte sprechen in einer Erfurter Gaststätte zwei algerische Staatsangehörige an und erklären ihnen, dass sie in Deutschland nichts zu suchen haben. Danach schlagen die Täter auf die beiden mit der Faust sowie einem Stuhl ein. |
| Rostock-Lichtenhagen        | Mecklenburg-Vorpommern | 22. Aug.     | Ausschreitungen, bewohnte Unterkunft              |                                       | Zwischen dem 22. und 26. August 1992 gab es rassistisch motivierte Angriffe auf die Zentrale Aufnahmestelle für Asylbewerber und ein Wohnheim für ehemalige vietnamesische Vertragsarbeiter im sogenannten „Sonnenblumenhaus“. In der Folge kam es fast zu am Ende 40 Nachahmungstaten bis Mitte September 1992. |
| Wismar                      | Mecklenburg-Vorpommern | 27. Aug.     | Ausschreitungen, bewohnte Unterkunft              |                                       | Überfall auf ein Asylbewerberheim mit Molotowcocktails. |
| [o.O]                       | Thüringen              | 27. Aug.     | bewohnte Unterkunft                               |                                       | „Unbekannte Täter fahren mit drei PKW vor das Asylbewerberwohnheim und werfen drei Molotowcocktails gegen die Hauswand des Gebäudes.“ |
| Cottbus                     | Brandenburg            | Aug.         | Ausschreitungen, bewohnte Unterkunft              |                                       | Im Ortsteil Sachsendorf griffen Ende August in drei Nächten bis zu 200 Neonazis ein Asylbewerberheim mit Molotowcocktails, Messern und Steinen bewaffnet an. Autos gingen in Flammen auf, Schaufenster zerbrachen, Wohnhäuser wurden beschädigt und Feuerwehrleute wurden bedroht. Nur durch das Eingreifen von 300 Polizisten wurde Schlimmeres verhindert. Als „geistiger Anführer“ wurde der seit 2008 im Stadtrat für die NPD sitzende Frank Hübner genannt. |
| Rostock-Hinrichshagen       | Mecklenburg-Vorpommern | 28. Aug.     | bewohnte Unterkunft                               |                                       | Angriff auf das Asylbewerberheim. |
| Bad Lauterberg              | Niedersachsen          | 29. Aug.     | bewohnte Unterkunft                               |                                       | Zwei junge Männer haben einen Brandanschlag auf eine Asylbewerberunterkunft in Bad Lauterberg (Harz) verübt und später gestanden. |
| Sömmerda und Eisenach       | Thüringen              | 29. Aug.     | bewohnte Unterkünfte                              |                                       | „In der Nacht zum Samstag verhindern Polizeikräfte in Sömmerda und in Eisenach (beides Thüringen) den Angriff von mit Zaunlatten und Molotowcocktails bewaffneten Neonazis auf Asylbewerberheime. Einige der Brandsätze explodieren.“ |
| Suhl                        | Thüringen              | 29. Aug.     |                                                   |                                       | Die Polizei verhindert einen geplanten Übergriff 60 „rechtsradikaler Jugendlicher auf zwei Suhler Asylantenheime“. |
| Neubrandenburg              | Mecklenburg-Vorpommern | 30. Aug.     | bewohnte Unterkunft                               |                                       | Angriff auf ein Asylbewerberheim. |
| Lübz                        | Mecklenburg-Vorpommern | 30. Aug.     | bewohnte Unterkunft                               |                                       | Angriff auf ein Asylbewerberheim. |
| Markersdorf (Kreis Gera)    | Thüringen              | 2. Sep.      | bewohnte Unterkunft                               |                                       | „Brandanschlag auf ein Asylbewerberheim in Markersdorf/Kreis Gera.“ |
| Erfurt                      | Thüringen              | 3. Sep.      | bewohnte Unterkunft                               |                                       | „In Erfurt wird ein von Vietnamesen bewohntes Wohnheim mit Steinen und Leuchtgeschossen angegriffen.“ |
| Ringenberg                  | Nordrhein-Westfalen    | 5. Sep.      | bewohnte Unterkunft, Geflüchtete                  | 2 Verletzte                           | „In Ringenberg bei Wesel werden bei einem Überfall von etwa zwei Dutzend Skinheads auf eine Asylbewerberunterkunft zwei Ausländer verletzt.“ |
| Trassenheide                | Mecklenburg-Vorpommern | 5. Sep.      | bewohnte Unterkunft                               |                                       | 40 Jugendliche griffen ein Flüchtlingsheim an. |
| Neubrandenburg              | Mecklenburg-Vorpommern | 5. Sep.      | bewohnte Unterkunft                               |                                       | Jugendliche bewarfen die örtliche Asylunterkunft mit Steinen. Die Polizei schritt ein. |
| Koblenz                     | Sachsen                | 5. Sep.      | bewohnte Unterkunft                               | 1 Verletzte                           | Brandanschlag auf die örtliche Asylunterkunft. |
| Chemnitz                    | Sachsen                | 5. Sep.      | Behörde                                           |                                       | Auf die Zentrale Ausländerbehörde der Stadt wurde ein Brandsatz geworfen. |
| Frankenberg                 | Sachsen                | 5. Sep.      | Unterkunft                                        |                                       | Extrem rechte Jugendliche verwüsteten einen leeren Schlafraum in einer Asylunterkunft. |
| Lübbenau                    | Brandenburg            | 5. Sep.      | Unterkunft                                        | 6 Verletzte                           | Die örtliche Asylunterkunft wird in der Nacht zum Samstag von circa 100 Jugendlichen angegriffen. Sechs Polizisten wurden verletzt. |
| Prenzlau und Guben          | Brandenburg            | 5. Sep.      | bewohnte Unterkünfte                              |                                       | In der Nacht zum Sonntag wurde Asylunterkünfte in den Kreisen Prenzlau und Guben angegriffen sowie zwei PKWs angezündet. |
| Bernau                      | Brandenburg            | 5. Sep.      | bewohnte Unterkunft                               |                                       | Circa 80 Jugendliche versuchten die Asylunterkunft in Bernau anzugreifen. Die Polizei schritt ein. |
| Kremmen                     | Brandenburg            | 5. Sep.      | bewohnte Unterkunft                               |                                       | Circa 45 Jugendliche bewarfen die Asylunterkunft in Kremmen mit Steinen. Die Polizei schritt ein. |
| Berlin-Hohenschönhausen     | Berlin                 | 5. Sep.      |                                                   |                                       | Im Umfeld von fünf Asylunterkünften im Ost-Berliner Bezirk Hohenschönhausen stellte die Polizei bei Kontrollen in der Nacht zum Sonntag Molotow-Cocktails, Messer, Schreckschusspistolen und Schlagstöcke sicher. Ausschreitungen konnten verhindert werden. |
| Ecklingerode                | Thüringen              | 5. Sep.      | bewohnte Unterkunft                               |                                       | Ein nächtlicher Brandanschlag auf das Asylbewerberheim, verübt von fünf Jugendlichen mit zwei Brandflaschen. |
| Eisenhüttenstadt            | Brandenburg            | 5. Sep.      | bewohnte Unterkunft                               |                                       | In zwei aufeinanderfolgenden Nächten griffen bis zu 150 nationalistische Jugendliche die Zentrale Aufnahmestelle für Asylbewerber an. Sie versuchten die Einrichtung zu stürmen, griffen sie mit Steinen und Molotowcocktails an, wobei es zu mehrstündigen Straßenschlachten mit der Polizei und dem Bundesgrenzschutz kam. „Die Randalierer, die von zahlreichen Schaulustigen unterstützt wurden, riefen Parolen wie 'Sieg heil' und 'Ausländer raus'“. |
| Quedlinburg                 | Sachsen-Anhalt         | 6. Sep.      | Ausschreitungen, bewohnte Unterkunft              |                                       | Bei den mehrtägigen Ausschreitungen in Quedlinburg 1992 belagerten vom 6. bis etwa 13. September bis zu 500 Gewaltbereite das Asylbewerberheim in der Oeringer Straße, warfen Steine und Molotowcocktails, Schaulustige applaudierten. Eine Mahnwache aus Bürgern und Kommunalpolitikern, die sich schützend vor das Heim stellte, wurde angegriffen, ebenso die Polizei und Sanitäter. Nachdem sich die Angriffe am darauffolgenden Wochenende fortsetzten, ordnete der damalige Innenminister Sachsen-Anhalts, Hartmut Perschau, die Schließung der Unterkunft an. |
| Pritzier                    | Mecklenburg-Vorpommern | 6. Sep.      | unbewohnte Unterkunft                             |                                       | 30 Jugendliche greifen eine Flüchtlingsunterkunft mit Feuerwerkskörpern und Molotowcocktails an. Die Bewohner waren zuvor evakuiert worden. |
| Anklam                      | Mecklenburg-Vorpommern | 8. Sep.      | bewohnte Unterkunft                               |                                       | Brandanschlag auf ein Asylbewerberheim. |
| Boizenburg                  | Mecklenburg-Vorpommern | 8. Sep.      | bewohnte Unterkunft                               |                                       | Brandanschlag auf ein Asylbewerberheim. |
| Waren (Müritz)              | Mecklenburg-Vorpommern | 8. Sep.      | bewohnte Unterkunft                               |                                       | Angriff auf ein Asylbewerberheim. |
| Schulzendorf                | Brandenburg            | 8. Sep.      | PKWs von Asylsuchenden                            |                                       | Brandanschlag auf zwei PKW von Asylsuchenden vor deren örtlichen Unterkunft. |
| Geisa                       | Thüringen              | 8. Sep.      | bewohnte Unterkunft                               |                                       | Anschlag mittels Steinwürfen auf Asylunterkunft. |
| Gerstungen                  | Thüringen              | 11. Sep.     | bewohnte Unterkunft                               |                                       | Neonazis verüben einen Brandanschlag auf das örtliche Asylheim. |
| Ellrich                     | Thüringen              | 12. Sep.     | bewohnte Unterkunft                               |                                       | Neonazis greifen das örtliche Asylheim am. |
| Landkreis Eisenach          | Thüringen              | 13. Sep.     | bewohnte Unterkunft                               |                                       | „Brandanschlag auf eine Asylbewerberunterkunft im Landkreis Eisenach/Thüringen.“ |
| Mühlhausen                  | Thüringen              | 13. Sep.     | Geflüchteter                                      |                                       | „In Mühlhausen/Thüringen wird ein polnischer Asylbewerber in seinem Zimmer überfallen und ausgeraubt.“ |
| Wismar                      | Mecklenburg-Vorpommern | 15. Sep.     | Ausschreitungen, bewohnte Unterkunft              |                                       | Zwischen dem 15. und dem 20. September kam es zu mehreren Überfällen auf ein Asylbewerberheim mit Brandsätzen, Eisenstangen und Steinen, die den Beifall der Anwohner finden. Insgesamt werden in den fünf Tagen 186 Jugendliche vorübergehend festgenommen. |
| Gerstungen                  | Thüringen              | 16. Sep.     | bewohnte Unterkunft                               |                                       | „In Gerstungen/Thüringen schießt ein Unbekannter auf das Asylbewerberheim.“ |
| Gerstungen                  | Thüringen              | 17. Sep.     | bewohnte Unterkunft                               |                                       | „In Gerstungen bei Eisenach gibt ein Unbekannter zwei Schüsse auf dem Hof des Asylbewerberheims, offenbar in die Luft, ab.“ |
| Apolda                      | Thüringen              | 18. Sep.     |                                                   |                                       | Ein Vietnamese wird überfallen und sein Auto entwendet. |
| Klötze                      | Thüringen              | 18. Sep.     | bewohnte Unterkunft                               |                                       | Neonazis werfen Brandsätze gegen das örtliche Asylheim. |
| Güstrow                     | Mecklenburg-Vorpommern | 18. Sep.     | bewohnte Unterkunft                               |                                       | Am 18. und 19. September kam es zu Angriffen auf eine Unterkunft. |
| Kröpelin                    | Mecklenburg-Vorpommern | 18. Sep.     | bewohnte Unterkunft                               |                                       | An mehreren Tagen griffen bis zu 40 Jugendliche ein Asylbewerberheim ein, zum Teil mit Molotowcocktails. |
| Ueckermünde                 | Mecklenburg-Vorpommern | 18. Sep.     | bewohnte Unterkunft                               |                                       | Angriff auf ein Asylbewerberheim. |
| Rositz                      | Thüringen              | 19. Sep.     | bewohnte Unterkunft                               |                                       | Neonazis werfen Brandsätze gegen das örtliche Asylheim. |
| Blankenstein                | Thüringen              | 20. Sep.     | bewohnte Unterkunft                               |                                       | Unbekannte werfen Brandsätze gegen das örtliche Asylheim. |
| Hainspitz                   | Thüringen              | 20. Sep.     | bewohnte Unterkunft                               |                                       | Unbekannte greifen mit Brandsätzen das örtliche Asylheim an. |
| Steudach                    | Thüringen              | 2. Okt.      | bewohnte Unterkunft                               |                                       | „Zwei Unbekannte werfen zwei Molotowcocktails auf das Asylbewerberheim in Eisfeld.“ „Glücklicherweise landeten die Brandsätze aber noch vor dem Wohnhaus.“ |
| Blankenstein                | Thüringen              | 3. Okt.      | bewohnte Unterkunft                               |                                       | Ein Angriff von Nazi-Skinheads auf die örtliche Asylunterkunft konnte vereitelt werden. |
| Saalfeld/Saale              | Thüringen              | 4. Okt.      | bewohnte Unterkunft                               |                                       | Die Polizei nahm 13 Nazi-Skinheads fest, die eine Unterkunft für Asylsuchende angreifen wollten. |
| Eilenburg                   | Sachsen                | 4. Okt.      |                                                   | mehrere Personen                      | Es kam zu mehreren Verletzten bei einer Schlägerei zwischen 30 Nazi-Skinheads und 80 Asylsuchenden. "Unterstützt wurden die Skinheads durch beifallklatschende Einwohner Eilenburgs. |
| Bad Brückenau               | Bayern                 | 4. Okt.      | bewohnte Unterkunft                               |                                       | Vier Personen verübten einen Brandanschlag auf das örtliche Asylheim. |
| Elgersburg                  | Thüringen              | 10. Okt.     | bewohnte Unterkunft                               |                                       | Jugendliche hatten „aus einem Personenzug heraus Steine auf ein Asylbewerberinnenheim geworfen“. |
| Kriebitzsch                 | Thüringen              | 20. Okt.     | privates Wohnhaus                                 |                                       | „In Kriebitzsch (Kreis Altenburg) wird aus einem vorbeifahrenden Auto ein Brandsatz gegen das Wohnhaus des Leiters eines Flüchtlingswohnheims geworfen.“ |
| Bergern                     | Thüringen              | 22. Okt.     | bewohnte Unterkunft                               |                                       | „In Bergern bei Weimar werden auf ein Ausländerwohnheim drei Brandflaschen geworfen.“ |
| Apolda                      | Thüringen              | 24. Okt.     | Geflüchtete                                       |                                       | In Apolda belagern 50 Jugendliche einen Jugendclub und ziehen rassistische Parolen skandierend vor das Heim für Asylbewerber. |
| Bischofsheim in der Rhön    | Bayern                 | 31. Okt.     | bewohnte Unterkunft                               |                                       | Insgesamt sieben Schüsse aus einem Kleinkalibergewehr und einer Gaspistole trafen die örtliche Asylunterkunft. |
| Dolgenbrodt                 | Brandenburg            | 1. Nov.      | unbewohnte Unterkunft                             |                                       | In der Nacht zum 1. November brannte ein neu errichtetes Asylbewerberheim vollständig aus. Am nächsten Tag hätten dort 86 Asylbewerber einziehen sollen. 1993 wurde ein damals 19-jähriger Skinhead als Verdächtiger festgenommen und 1996 als Brandstifter zu zwei Jahren Bewährungsstrafe verurteilt. In anschließenden Ermittlungen stellte sich heraus, dass mehrere Bürger des Ortes Geld gestiftet hatten, um damit rechtsradikale Brandstifter anzuheuern. |
| Mölln                       | Schleswig-Holstein     | 23. Nov.     | zwei bewohnte Häuser                              | drei Todesopfer, neun Schwerverletzte | Nächtlicher Brandanschlag auf zwei von türkischen Familien bewohnte Häuser. Das Verbrechen wurde von zwei Rechtsextremisten verübt und erregte bundesweites Aufsehen. |
| Flöha                       | Sachsen                | 24. Nov.     | bewohnte Unterkunft                               |                                       | Gegen das Asylbewerberheim im sächsischen Flöha wurde in der Nacht zum Mittwoch [24. auf 25.11.1992] erneut eine Bombendrohung ausgesprochen. |
| Eisleben                    | Sachsen-Anhalt         | 24. Nov.     | bewohnte Unterkunft                               |                                       | „Unbekannte haben in der Nacht zum Mittwoch [24./25.11.1992] gedroht, ein Asylbewerberheim in Eisleben in die Luft zu sprengen.“ |
| Weisenheim am Sand          | Rheinland-Pfalz        | 24. Nov.     | bewohnte Unterkunft                               |                                       | „Eine Gruppe von etwa 20 jungen Leuten überfiel in der Nacht zum Mittwoch [24./25.11.1992] eine Ausländerunterkunft in Weisenheim am Sand im pfälzischen Kreis Bad Dürkheim.“ |

## 1993
| Ort                     | Land                   | Datum    | Anschlagsziel        | Verletzte/Tote | Beschreibung |
| ----------------------- | ---------------------- | -------- | -------------------- | -------------- | --- |
| Hamburg-Altona          | Hamburg                | 1. Jan.  | Unterkunft           | 4 Verletzte    | Brandanschlag |
| Malchow                 | Mecklenburg-Vorpommern | 3. Jan.  | Unterkunft           |                | Brandanschlag. Das Feuer, das durch eine Brandflasche entstand, konnte frühzeitig gelöscht werden. |
| Berlin-Hohenschönhausen | Berlin                 | 3. Jan.  | Flüchtling Manuel T. | Schwerverletzt | Vor einem Flüchtlingsheim in Berlin-Hohenschönhausen wird der 29-jährige Manuel T., Flüchtling aus Mosambik, von sechs Deutschen mit Baseballschlägern angegriffen und misshandelt. Der Mann muss mit zahlreichen Verletzungen ins Krankenhaus eingeliefert werden.                                         |
| Neustadt                | Bayern                 | 5. Jan.  | bewohnte Unterkunft  |                | Eine Flüchtlingsunterkunft wurde von deutschen Jugendlichen überfallen. Sie brachen die Türen auf und brüllten faschistische Parolen. Den bedrohten Flüchtlingen gelang es, die Angreifer mit Knüppeln in die Flucht zu schlagen.                                                                           |
| Borken (Hessen)         | Hessen                 | 7. Jan.  | bewohnte Unterkunft  |                | Mindestens fünf deutsche Männer drangen in das Flüchtlingsheim ein und schlugen auf vier Heimbewohner und einen Betreuer ein. |
| Klosterfelde            | Brandenburg            | 9. Jan.  | bewohnte Unterkunft  |                | Zwei Männer warfen selbstgebaute Brandsätze gegen das Flüchtlingsheim. Es wurde niemand verletzt. |
| Mühlberg/Elbe           | Brandenburg            | 10. Jan. | bewohnte Unterkunft  |                | Jugendliche Deutsche griffen ein Flüchtlingsheim an und zerstörten Fensterscheiben und die Eingangstür. |
| Aschaffenburg           | Bayern                 | 11. Jan. | bewohnte Unterkunft  |                | Brandanschlag. Die Bewohner der Flüchtlingsunterkunft konnten das Feuer löschen. |
| Garbsen                 | Niedersachsen          | 16. Jan. | bewohnte Unterkunft  |                | Brandanschlag durch sechs Unbekannte auf ein Flüchtlingsheim. |
| Speyer                  | Rheinland-Pfalz        | 17. Jan. | bewohnte Unterkunft  |                | Auf einen von Flüchtlingen bewohnten Wohncontainer wurde ein Brandanschlag verübt. |
| Zielitz                 | Sachsen-Anhalt         | 21. Jan. | bewohnte Unterkunft  |                | Brandanschlag. Die Bewohner des Flüchtlingswohnheims konnten einen der Täter stellen, der eine Brandflasche geworfen hatte. |
| Immenhausen             | Hessen                 | 24. Jan. | bewohnte Unterkunft  |                | Brandanschlag. Drei Marokkaner fanden zufällig vor dem Eingang der Flüchtlingsunterkunft einen Fünf-Liter-Kanister mit einer brennbaren Flüssigkeit und eine bereits brennende Lunte. Es gelang ihnen, das Feuer zu löschen.                                                                                |
| Speyer                  | Rheinland-Pfalz        | 25. Jan. | bewohnte Unterkunft  |                | Brandanschlag auf ein Flüchtlingsheim. |
| Duisburg-Hamborn        | Nordrhein-Westfalen    | 26. Jan. | bewohnte Unterkunft  | 5 Verletzte    | Bei einem Brandanschlag auf eine Flüchtlingsunterkunft wurden fünf Personen verletzt. |
| Drüsewitz               | Mecklenburg-Vorpommern | 3. Feb.  | bewohnte Unterkunft  |                | Zehn Deutsche griffen ein Flüchtlingsheim mit Steinen an und brüllten rassistische Parolen. |
| Wrangelsburg            | Mecklenburg-Vorpommern | 11. Feb. | bewohnte Unterkunft  |                | Brandanschlag. Die Bewohner des Flüchtlingsheims konnten das Feuer löschen. |
| Schwerte                | Nordrhein-Westfalen    | 11. Feb. | bewohnte Unterkunft  |                | Brandstiftung in einer Flüchtlingsunterkunft. Von den 50 Bewohnern wurde niemand verletzt. |
| Taunusstein-Hahn        | Hessen                 | 25. Feb. | bewohnte Unterkunft  |                | Zwei Männer versuchten das Flüchtlingsheim in Brand zu stecken. Die Bewohner konnten das Feuer löschen. |
| Kirchheim (Hessen)      | Hessen                 | 27. Feb. | bewohnte Unterkunft  |                | Das Flüchtlingsheim wurde aus einer Farbmarkierungswaffe beschossen. |
| Halle (Saale)           | Sachsen-Anhalt         | 27. Feb. | bewohnte Unterkunft  |                | Rechte Jugendliche skandierten vor dem Flüchtlingsheim rassistische Parolen und warfen Steine gegen das Gebäude. Mit der Festnahme von zwölf Personen konnte ein Überfall auf das Haus verhindert werden.                                                                                                   |
| München                 | Bayern                 | 4. Mrz.  | bewohnte Unterkunft  |                | Im Bet-Raum des Flüchtlingsheimes im Stadtteil Obersendling gossen Brandstifter Benzin aus und zündeten es an. Die 453 Flüchtlinge aus 36 Nationen, die in dem Heim untergebracht sind, blieben unverletzt.                                                                                                 |
| Friedrichsdorf          | Hessen                 | 9. Mrz.  | bewohnte Unterkunft  | 1 Verletzter   | Drei Neonazis überfielen die Flüchtlingsunterkunft im Pettenweiler Holzweg zwischen Friedrichsdorf und Köppern und feuerten Schüsse aus einer Gaspistole ab. Sechs kurdischen Bewohnern gelang es schließlich, die Angreifer in die Flucht zu schlagen. Dabei wurde ein Kurde durch ein Geschoss getroffen. |
| Mölln                   | Schleswig-Holstein     | 19. Mrz. | bewohnte Unterkunft  |                | Brandanschlag. Die Täter warfen Molotowcocktails auf die aus zehn Wohncontainern bestehende Flüchtlingsunterkunft, in der vorwiegend rumänische Flüchtlinge untergebracht sind. Es gab keine Verletzten. |
| Sarstedt                | Niedersachsen          | 19. Mrz. | bewohnte Unterkunft  |                | Bombenanschlag auf ein Flüchtlingsheim. Es wurde niemand verletzt. |
| Erzhausen               | Hessen                 | 26. Mrz. | bewohnte Unterkunft  |                | Brandanschlag auf die Flüchtlingsunterkunft. Verletzt wurde niemand. |
| Gera                    | Thüringen              | 3. Apr.  |                      | 1 Verletzter   | „Polizeiangaben zufolge verfolgten am Samstag in Gera drei Männer einen Asylbewerber aus Ghana, als dieser eine Disko verließ. Sie schlugen ihn so zusammen, dass er in stationäre Behandlung mußte.“ |
| Grimmen                 | Mecklenburg-Vorpommern | 3. Apr.  | bewohnte Unterkunft  |                | Brandanschlag auf ein Flüchtlingswohnheim im Kreis Grimmen. |
| Bretwisch               | Mecklenburg-Vorpommern | 3. Apr.  | bewohnte Unterkunft  |                | Täter warfen Brandflaschen gegen ein Flüchtlingsheim. Der Wachdienst konnte den Brand löschen. |
| Lotte                   | Nordrhein-Westfalen    | 12. Apr. | bewohnte Unterkunft  |                | Ein Flüchtlingsheim wurde mit sieben Molotowcocktails in Brand gesetzt. |
| Thannhausen             | Bayern                 | 14. Apr. | bewohnte Unterkunft  |                | Brandanschlag auf eine Flüchtlingsunterkunft. Auf die Außenmauer unterhalb des Brandherdes wurde ein Hakenkreuz gesprüht. Es entstand Sachschaden von 30.000 DM; verletzt wurde niemand. |
| München                 | Bayern                 | 17. Apr. | bewohnte Unterkunft  | 11 Verletzte   | Brandstiftung in einem Flüchtlingsheim im Stadtteil Obersendling. Drei Männer, die in Panik aus Fenstern sprangen, mussten mit Knochenbrüchen, acht weitere Personen mit Rauchvergiftungen ins Krankenhaus                                                                                                  |
| Kirkel-Limbach          | Saarland               | 17. Apr. | bewohnte Unterkunft  |                | Brandanschlag auf eine Flüchtlingsunterkunft. Die Täter warfen Brandsätze in das von fünf Flüchtlingen aus Sri Lanka bewohnte Haus. Es wurde niemand verletzt. |
| Bramsche                | Niedersachsen          | 22. Apr. | bewohnte Unterkunft  |                | Brandanschlag auf ein Flüchtlingsheim. Verletzt wurde niemand. |

Mai
- Bremen, 9. Mai 1993: Brandanschlag auf einen Bunker, in dem Flüchtlinge untergebracht waren
- Weißwasser (Sachsen), 21. Mai 1993: Nach einer Auseinandersetzung zwischen 20 Kleingärtnern und etwa 60 Asylbewerbern flog abends um elf Uhr ein Molotowcocktail auf das Gelände des Containerdorfes, in dem die Flüchtlinge untergebracht waren
- Sigmaringen-Laiz (Baden-Württemberg), 25. Mai 1993: Auf ein Flüchtlingsheim gaben drei Deutsche im Alter von 16 bis 18 Jahren aus einem Kleinkalibergewehr drei Schüsse ab. Ein Flüchtling aus Ex-Jugoslawien wurde verletzt
- Fuldatal-Ihringshausen (Hessen), 28. Mai 1993: Ein 15-jähriger Deutscher beschoss ein neu bezogenes Flüchtlingsheim. Verletzt wurde niemand

| Ort      | Land                | Datum   | Anschlagsziel | Verletzte/Tote                    | Beschreibung |
| -------- | ------------------- | ------- | ------------- | --------------------------------- | --- |
| Solingen | Nordrhein-Westfalen | 29. Mai | Wohnhaus      | 5 Tote, 17 teils schwer Verletzte | In den frühen Morgenstunden setzten vier Täter ein von einer türkischen Familie bewohntes Haus in Brand. Dabei starben fünf Menschen, darunter ein vierjähriges Kind, und 17 Personen erlitten zum Teil bleibende Verletzungen. Die vier Täter wurden zu mehrjährigen Haftstrafen und zur Zahlung von 250.000 Mark Schmerzensgeld verurteilt. Am 25. Mai 2023, kurz vor dem 30-jährigen Jahrestag, brachen drei der Verurteilten ihr Schweigen, beteuerten öffentlich ihre Unschuld und verurteilten die Tat. |

- Isernhagen (Niedersachsen), 29. Mai 1993: Unbekannte warfen zwei Fensterscheiben einer Flüchtlingsunterkunft ein
- Greifswald (Mecklenburg-Vorpommern), 29. Mai 1993: Die Fenster einer Flüchtlingsunterkunft wurden von Unbekannten eingeworfen
- Rösrath (Nordrhein-Westfalen), 30. Mai 1993: Brandanschlag auf eine Flüchtlingsunterkunft. Die Bewohner konnten das Feuer löschen

Juni
- Groß Brütz (Mecklenburg-Vorpommern), 2. Juni 1993: Etwa 20 Jugendliche griffen ein Flüchtlingsheim mit Steinen an. Sie wurden von den Flüchtlingen mit Stöcken in die Flucht geschlagen
- Singen (Baden-Württemberg), 10. Juni 1993: Brandanschlag auf eine Flüchtlingsunterkunft. Die neun Bewohner konnten sich retten
- Modautal-Ernsthofen (Hessen), 11. Juni 1993: Brandanschlag auf ein Fachwerkhaus. Die 24 dort untergebrachten Flüchtlinge blieben unverletzt, weil das Feuer in seinen Anfängen entdeckt und gelöscht wurde
- Marsberg (Nordrhein-Westfalen), 16. Juni 1993: Zwei Männer schleuderten eine Brandflasche auf den Hinterhof der Flüchtlingsunterkunft. Die Bewohner entdeckten das Feuer frühzeitig, so dass niemand zu Schaden kam
- Raisdorf (Schleswig-Holstein), 19. Juni 1993: Brandanschlag auf ein Flüchtlingsheim. Zwei Personen wurden verletzt
- Parchim (Mecklenburg-Vorpommern), 26. Juni 1993: Brandanschlag auf ein Flüchtlingsheim. Der Brandsatz prallte unterhalb eines Fensters ab und fiel zu Boden, so dass kein Schaden entstand

Juli
- Göttingen (Niedersachsen), 4. Juli 1993: Brandanschlag auf eine Flüchtlingsunterkunft. Die rund 90 in einer Turnhalle schlafenden Flüchtlinge aus dem ehemaligen Jugoslawien mussten evakuiert werden
- Bondorf (Baden-Württemberg), 12. Juli 1993: Ein Flüchtlingsheim brannte aus. In der Nacht zuvor hatten zwei Männer aus einem Auto neun Schüsse auf das Heim abgefeuert
- Prenzlau (Brandenburg), 18. Juli 1993: Vor dem Flüchtlingsheim skandierten mehrere Deutsche nationalsozialistische Parolen und gaben Schüsse aus einer Schreckschusspistole auf das Haus ab
- Berlin-Weißensee, 21. Juli 1993: Auf ein Heim für bosnische Kriegsflüchtlinge wurde ein Anschlag mit einer Handgranate verübt. Von den 280 Bewohnern wurde niemand verletzt

August
- Hardegsen (Niedersachsen), 8. August 1993: Brandanschlag auf ein von Flüchtlingen bewohntes Haus
- Bad Camberg (Hessen), 9. August 1993: Brandanschlag auf eine Flüchtlingsunterkunft
- Eschborn (Hessen), 13. August 1993: Brandstiftung in einem Flüchtlingsheim. Der Brand wurde in seinen Anfängen entdeckt und gelöscht

September
- Cham (Bayern), 28. September 1993: Brandanschlag. Vier Männer warfen mit einer Brandflasche ein Küchenfenster ein. Das Feuer konnte schnell gelöscht werden, so dass von den 22 Bewohnern niemand verletzt wurde

Oktober
- Hechingen (Baden-Württemberg), 6. Oktober 1993: Vor einem Flüchtlingsheim wurden Schüsse abgefeuert und eine Brandflasche gezündet
- Körle (Hessen), 24. Oktober 1993: Brandanschlag. Eine Bewohnerin konnte den Brand schnell löschen
- Potsdam (Brandenburg), 30. Oktober 1993: Brandanschlag. Die Täter schnitten den Schutzzaun auf, drangen zu dem Gebäude vor und versuchten, eine Brandflasche durch ein Fenster zu werfen. Da vor dem Fenster Gaze gespannt war, flog der Brandsatz nicht in das von einer neunköpfigen jugoslawischen Flüchtlingsfamilie bewohnte Zimmer

| Ort     | Land      | Datum    | Anschlagsziel | Verletzte/Tote | Beschreibung |
| ------- | --------- | -------- | ------------- | -------------- | --- |
| Oberhof | Thüringen | 29. Okt. | Diskothek     |                | Einer Gruppe von rassistischen Skinheads attackierte zwei US-amerikanische Sportler. „Was weiß ich, wo der N[…] herkam, ob er ein Asylbewerber war oder so“, äußerte einer der Hauptangeklagten in seiner Verhandlung und bewies damit seine sowohl rassistische wie auch flüchtlingsfeindliche Motivation. |

November
- Küssaberg-Rheinheim (Baden-Württemberg), 7. November 1993: Eine Wohncontainer-Anlage für kurdische Flüchtlinge brannte vollständig aus. Die 14 Bewohner konnten sich ins Freie retten. Das Feuer war durch einen Brandsatz entstanden, der in den Flur des Containers geworfen worden war. Schon Monate vorher war das Heim mit Steinen angegriffen worden, wodurch zwei Flüchtlinge verletzt wurden
- Friedersdorf (Sachsen-Anhalt), 18. November 1993: Durch einen Brandanschlag brannte eine von Flüchtlingen bewohnte Baracke vollständig aus. Personen wurden nicht verletzt
- Biedenkopf (Hessen), 25. November 1993: Brandanschlag. Das Feuer wurde entdeckt und gelöscht, bevor größerer Schaden entstehen konnte

Dezember
- Griesheim (Hessen), 6. Dezember 1993: Sechs oder sieben dunkel gekleidete Täter warfen mit Flaschen fünf Fensterscheiben eines Flüchtlingsheimes ein
- Griesheim (Hessen), 20. Dezember 1993: Brandanschlag. Die Auslösung der Alarmanlage führte zur Flucht der Täter. Das Feuer konnte gelöscht werden
- Hohenstein-Steckenroth (Hessen), 23. Dezember 1993: In letzter Minute konnte ein Bombenanschlag auf ein Flüchtlingsheim verhindert werden. Ein zwischen den Wohncontainern geparktes Auto brannte lichterloh. Als die Flüchtlinge das Feuer gelöscht hatten, fanden sie eine Rohrbombe auf dem Rücksitz des Wagens
- Kaltenkirchen (Schleswig-Holstein), 25. Dezember 1993: Ein nicht benannter Türke starb nach einem Brandanschlag auf das Flüchtlingsheim an den Verletzungen

## 1994
| Ort       | Land              | Datum    | Anschlagsziel       | Verletzte | Beschreibung |
| --------- | ----------------- | -------- | ------------------- | --------- | --- |
| Zeithain  | Sachsen           | 20. Apr. | bewohnte Unterkunft |           | Ein Unbekannter verübte einen Brandanschlag auf die örtliche Asylunterkunft. |
| Stuttgart | Baden-Württemberg | 16. März | bewohnte Unterkunft | 8 Tote    | Ein Brandanschlag wurde auf ein Haus verübt, das vorwiegend von türkischstämmigen Menschen, Asylsuchenden und Bürgerkriegsflüchtlingen aus dem ehemaligen Jugoslawien bewohnt war. Der Brand im Treppenhaus tötete 7 Menschen und ein ungeborenes Kind. |

## 1996

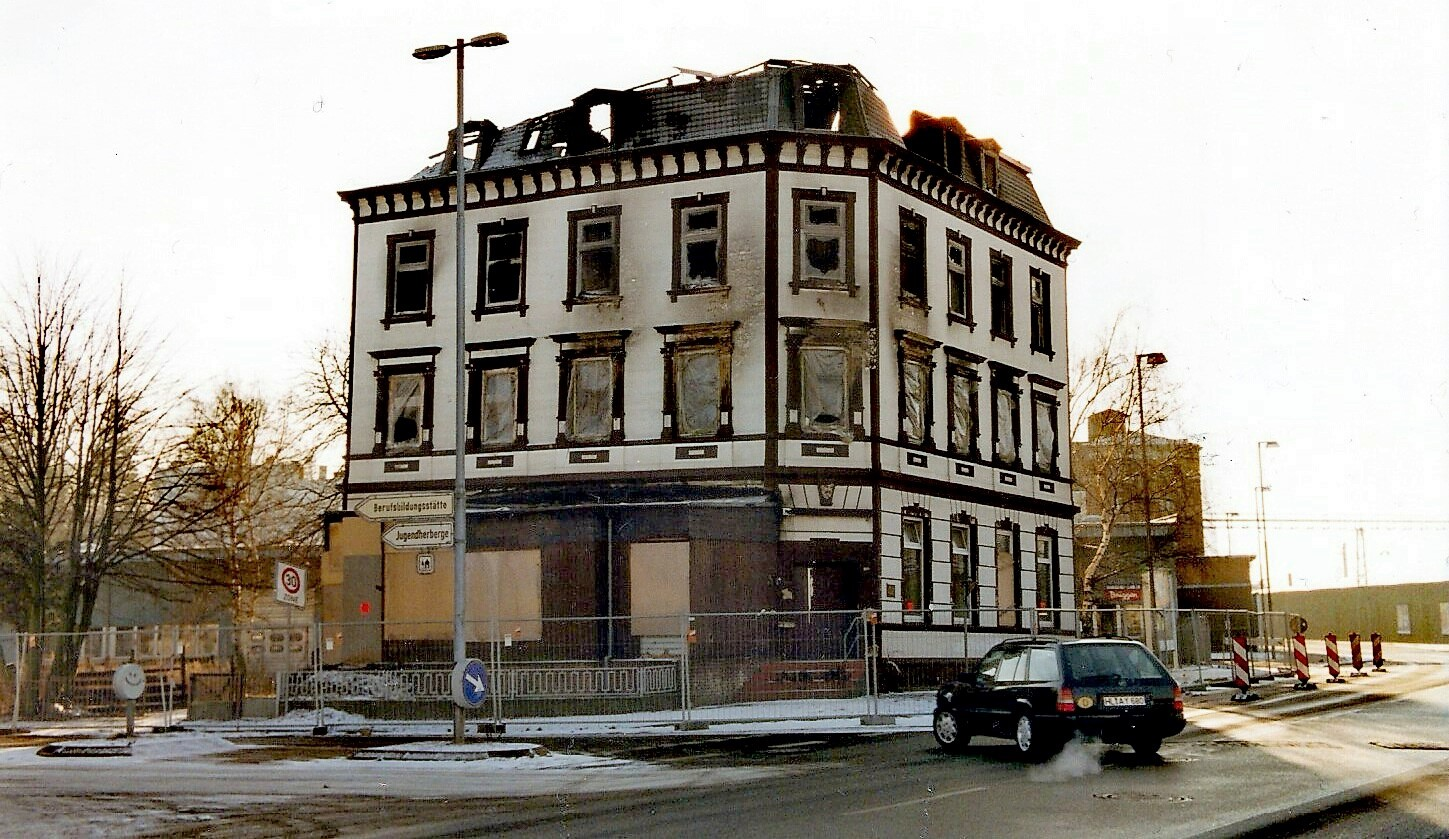
Das Haus Hafenstraße 52 in Lübeck nach dem Brandanschlag 1996

| Ort              | Land                | Datum          | Anschlagsziel       | Verletzte/Tote        | Beschreibung |
| ---------------- | ------------------- | -------------- | ------------------- | --------------------- | --- |
| Lübeck           | Schleswig-Holstein  | 18. Jan.       | bewohnte Unterkunft | 10 Tote, 55 Verletzte | In der Nacht zum 18. Januar 1996 wurde ein Anschlag auf ein Haus für Asylbewerber in der Hafenstraße verübt, bei dem zehn Menschen ums Leben kamen und 55 weitere verletzt wurden. Niemand wurde für die Brandstiftung verurteilt. |
| Stuhr            | Niedersachsen       | 28. Mrz.       | bewohnte Unterkunft | 3 verletzte Personen  | Unbekannte haben in einer Asylunterkunft Feuer gelegt. |
| Essen            | Nordrhein-Westfalen | 9. Apr.        |                     | 1 Person              | Ein 16-jähriger Schüler „in einem auffälligen Bundeswehr-Tarnanzug“ sticht aus Fremdenhass eine 53-jährige Türkin nieder. |
| Erfurt           | Thüringen           | 20. Apr.       |                     | 1 Person              | Ein Angolaner wurde in der Nacht vom 20. auf den 21. April aus einer Gruppe junger Rechter heraus angegriffen und verletzt. |
| Potsdam          | Brandenburg         | 7. Okt.        |                     | 1 Person              | Zwei junge Deutsche beschimpften, schlugen und traten einen türkischen Asylbewerber in einem Personenzug südwestlich von Berlin.                                                                                                   |
| Fürstenwalde     | Brandenburg         | Anfang 1. Dez. |                     | 2 Personen            | Zwei 16-jährige Jugendliche haben zwei Asylbewerber aus Sierra Leone und Vietnam in einem Einkaufsmarkt geschlagen. |
| Eisenhüttenstadt | Brandenburg         | 9. Nov.        |                     | 1 Person              | Ein 19-jähriger sudanesischer Asylbewerber wurde von drei Männern angegriffen und verletzt. |

## 1999
| Ort     | Land        | Datum        | Anschlagsziel | Verletzte/Tote                | Beschreibung |
| ------- | ----------- | ------------ | ------------- | ----------------------------- | --- |
| Lauscha | Thüringen   |              |               | 1 lebensgefährlich Verletzter | Mehrere Nazis prügeln und treten brutal auf einen Afrikaner ein. Der Afrikaner wurde lebensgefährlich verletzt. |
| Guben   | Brandenburg | 12./13. Feb. |               | 1 Toter, 1 Verletzter         | Farid Guendoul starb durch die Hetzjagd in Guben durch eine Gruppe von elf ausländerfeindlichen Jugendlichen.   |

## 2000
| Ort                | Land                | Datum    | Anschlagsziel       | Verletzte/Tote | Beschreibung |
| ------------------ | ------------------- | -------- | ------------------- | -------------- | --- |
| Meiningen          | Thüringen           | 14. Jan. |                     | 1 Person       | Der deutsch-iranische Schauspieler Shahbaz Noshir wurde von einer Gruppe junger Neonazis beschimpft, bespuckt und angegriffen. (Verfilmt in: Angst isst Seele auf) |
| Neuhaus am Rennweg | Thüringen           | 20. Apr. |                     | 1 Person       | Ein Afrikaner wurde von Neonazis überfallen. |
| Ludwigshafen-Oppau | Rheinland-Pfalz     | 16. Jul. | bewohnte Unterkunft | 3 Verletzte    | In der Nacht zum 16. Juli 2000 schleuderten vier Skinheads einen Brandsatz gegen eine Flüchtlingsunterkunft. Ein elfjähriges Mädchen erlitt Brandverletzungen an den Beinen, zwei weitere Kinder wurden von Glassplittern leicht verletzt. Die 14 bis 18 Jahre alten rechtsradikalen Täter konnten zunächst unerkannt entkommen, wurden aber wenige Tage später festgenommen und im November 2000 zu hohen Jugendstrafen verurteilt.   |
| Wuppertal          | Nordrhein-Westfalen | 23. Sep. | bewohnte Unterkunft |                | Am 23. September 2000 um 5 Uhr morgens wurden von sieben Neonazis zwei Molotowcocktails auf ein Übergangswohnheim für jugoslawische Flüchtlinge geworfen. Ein Molotowcocktail landet im Kinderzimmer auf einer Matratze. Die Bewohner können die brennende Matratze aus dem Fenster werfen, weshalb es zu keinen Personenschäden kam.                                                                                                  |
| Arnstadt           | Thüringen           | 21. Okt. |                     | 3 Personen     | Drei afrikanische Flüchtlinge wurden auf dem Nachhauseweg von einer Disko von ca. 20 jungen Neonazis verfolgt, dann verbal und schließlich körperlich angegriffen. |
| Bremen             | Bremen              | 1. Nov.  | bewohnte Unterkunft |                | Am 1. November 2000 wurde ein Neonazi festgenommen, der ein Asylbewerberheim in die Luft sprengen wollte. Der polizeibekannte Rechtsextremist hatte einen hochexplosiven Sprengsatz vorbereitet. Mitte August hatte die Polizei ihn beim Kleben von Nazi-Plakaten gestellt und in seiner Hosentasche einen Zettel gefunden, auf dem verschiedene Chemikalien notiert waren. Seitdem war der Neonazi bis zum Zugriff observiert worden. |

## 2005
| Ort      | Land              | Datum    | Anschlagsziel       | Verletzte/Tote | Beschreibung |
| -------- | ----------------- | -------- | ------------------- | -------------- | --- |
| Weissach | Baden-Württemberg | 15. Okt. | Wohnhaus            |                | Ein 17-jähriger Jugendlicher, der auch am Anschlag vom 18. November auf ein Asylbewerberheim beteiligt war, warf einen Molotowcocktail auf ein von Ausländern bewohntes Wohnhaus. Dieser prallte ab, zersplitterte und verbrannte. Es entstand kein Sachschaden und niemand wurde verletzt.                                                                                                   |
| Weissach | Baden-Württemberg | 18. Nov. | bewohnte Unterkunft |                | Drei Personen, von denen einer auch am Anschlag vom 15. Oktober beteiligt war, warfen einen Molotowcocktail auf eine bewohnte Asylbewerberunterkunft. Zum Zeitpunkt des Anschlages hielten sich dort elf Personen auf, von denen niemand verletzt wurde. Gegenüber brannten Lagerbestände einer Tonwarenfabrik. Beide Brände erloschen von alleine und die Feuerwehr musste nicht eingreifen. |

## 2007
| Ort          | Land           | Datum   | Anschlagsziel       | Verletzte/Tote | Beschreibung |
| ------------ | -------------- | ------- | ------------------- | -------------- | --- |
| Sangerhausen | Sachsen-Anhalt | 6. Jan. | bewohnte Unterkunft |                | Am frühen Morgen des 6. Januar 2007 griffen Rechtsextreme ein Asylbewerberheim mit Molotowcocktails an. Drei Bewohner konnten dem Feuer, das sich im Erdgeschoss ausbreitete, nur mit knapper Not entkommen. Vier Täter wurden im Mai 2010 wegen versuchten Mordes und schwerer Brandstiftung zu Haftstrafen von bis zu fünf Jahren und vier Monaten verurteilt. |

## 2008
| Ort                   | Land            | Datum   | Anschlagsziel              | Verletzte/Tote                | Beschreibung |
| --------------------- | --------------- | ------- | -------------------------- | ----------------------------- | --- |
| Ludwigshafen am Rhein | Rheinland-Pfalz | 3. Feb. | Wohnhaus am Danziger Platz | Neun Todesopfer, 60 Verletzte | Beim Hausbrand am 3. Februar 2008, dem größten Brandereignis in Ludwigshafen seit dem Zweiten Weltkrieg, starben neun Menschen türkischer Herkunft, darunter fünf Kinder und vier Frauen. Das Ereignis wurde auch international beachtet. Wegen mehrerer tödlicher Brandanschläge auf Türken in Deutschland, verschiedener Zeugenaussagen und lokaler Indizien wurde auch in diesem Fall ein rassistischer Brandanschlag vermutet. Die Ermittler fanden keine Hinweise darauf und konnten die Brandursache nicht aufklären. |

## 2011
2011 wurden durch das Bundeskriminalamt (BKA) 18 Übergriffe auf Flüchtlinge und Flüchtlingsunterkünfte registriert, davon zwölf Fälle des Verwendens von Kennzeichen verfassungswidriger Organisationen, jeweils zwei Fälle von Volksverhetzung und Beleidigung und je einen Fall von Sachbeschädigung und Körperverletzung. In fünf Fällen konnte ein Tatverdächtiger ermittelt werden.

## 2012
Laut Bericht des Bundesamtes für Verfassungsschutz des Jahres 2013 gab es im Jahr 2012 mindestens 24 rechtsextremistische „Straftaten gegen Asylunterkünfte“.
| Ort          | Land        | Datum   | Anschlagsziel       | Verletzte/Tote | Beschreibung |
| ------------ | ----------- | ------- | ------------------- | -------------- | --- |
| Waßmannsdorf | Brandenburg | 9. Okt. | bewohnte Unterkunft |                | Mutmaßlich rechtsextreme Täter warfen in der Nacht zum 9. Oktober 2012 Steine und Farbbeutel auf ein Asylbewerberheim. Dabei wurden zwei Glastüren beschädigt und ein Fenster zerstört. Eine in dem Zimmer schlafende Bewohnerin kam mit dem Schrecken davon. |

## 2013
Laut Bericht des Bundesamtes für Verfassungsschutz des Jahres 2014 gab es im Jahr 2013 mindestens 55 rechtsextremistische „Straftaten gegen Asylunterkünfte“. Im Bericht des Vorjahres schreibt das Bundesamt im Abschnitt über die Nationaldemokratische Partei Deutschlands (NPD): „die Instrumentalisierung des Themas ‚Asyl‘ erreichte ihren vorläufigen Höhepunkt im Oktober/November 2013 in der sächsischen Kleinstadt Schneeberg mit drei Demonstrationen der NPD den sogenannten Lichtelläufen – gegen ein örtliches Asylbewerberheim.“ (Siehe dazu Schneeberg wehrt sich.) Auch betonte das Bundesamt unter der Überschrift „Risiko einer Gewalteskalation“ zum Rechtsextremismus: „Seit Mitte des Jahres 2013 stellten die Sicherheitsbehörden eine Zunahme von Übergriffen auf Asylbewerberheime bzw. Flüchtlingsunterkünfte fest.“
| Ort              | Land              | Datum    | Anschlagsziel       | Verletzte   | Beschreibung |
| ---------------- | ----------------- | -------- | ------------------- | ----------- | --- |
| Saalfeld/Saale   | Thüringen         | 12. Feb. | bewohnte Unterkunft |             | Unbekannte legten in der Nacht zum 12. Februar im Waschraum einer Gemeinschaftsunterkunft für Asylbewerber ein Feuer. Durch einen verbrannten Duschvorhang entstand ein Sachschaden von 50 Euro. |
| Arnstadt         | Thüringen         | 21. Jul. | bewohnte Unterkunft |             | Zwei Zeitsoldaten der Bundeswehr warfen am frühen Morgen Feuerwerkskörper auf ein Asylbewerberheim und weitere Pyrotechnik in den Hinterhof der Einrichtung, riefen rassistische Beleidigungen und zeigten mehrfach den Hitlergruß. Die alkoholisierten Täter wurden vorübergehend in Gewahrsam genommen, die Polizei nahm Ermittlungen wegen Volksverhetzung und Sachbeschädigung auf. |
| Luckenwalde      | Brandenburg       | 16. Aug. | bewohnte Unterkunft |             | Unbekannte warfen in der Nacht auf den 16. August einen Molotowcocktail über die Toreinfahrt eines bewohnten Flüchtlingsheims, der auf der Einfahrt von alleine erlosch. |
| Gemünden am Main | Bayern            | 18. Okt. | bewohnte Unterkunft | 2 Verletzte | Durch ein Feuer in einem Asylbewerberheim wurden zwei Bewohner verletzt, es entstand Sachschaden von 15.000 Euro. Die Polizei geht von Brandstiftung aus. |
| Wehr             | Baden-Württemberg | 19. Okt. | bewohnte Unterkunft |             | Ein versuchter Brandanschlag auf ein Asyl- und Obdachlosenunterkunft in Wehr konnte am frühen Morgen dank des schnellen Eingreifens von Hausbewohnern verhindert werden. Unbekannte hatten im Treppenhaus Brandbeschleuniger ausgeschüttet und angezündet. |
| Borna            | Sachsen           | 31. Dez. | bewohnte Unterkunft |             | Eine Gruppe unbekannter Jugendlicher warf unter fremdenfeindlichen Rufen Feuerwerkskörper in Richtung eines Asylbewerberheims. |